# Таґноб
Таґноб (тадж. Тагноб) — село у складі Хатлонської області Таджикистану. Входить до складу Дашті-Ґульського джамоату району імені Мір Саїда Алії Хамадоні.
Село розташоване на річці Сієоб.
Колишня назва — Отділення № 3 колхоза імені Карла Маркса.
Населення — 3833 особи (2010; 3678 в 2009).
У селі народився Худойберді Валієв — воїн-інтернаціоналіст, загинув в Афганістані 1987 року.